# Michael Ryder
Michael Glenn Wayne Ryder (* 31. března 1980, Bonavista, Newfoundland a Labrador) je bývalý kanadský profesionální lední hokejista, který odehrál v severoamerické NHL přes 800 utkání v klubech Montreal Canadiens, Boston Bruins, Dallas Stars a New Jersey Devils. S Bruins získal v sezóně 2010/11 Stanley Cup.

## Kariéra
Ryder je absolventem Andrews Hockey School v Charlottetownu na Ostrově Prince Edwarda.

### Montreal Canadiens
V roce 1998 ho v osmém kole, celkově jako číslo 216, draftovali Montreal Canadiens. Nejprve hrál juniorskou QMJHL za Hull Olympiques a než odešel do Canadiens, najal si agenta Thayna Campbella.
30. května 2003 vstřelil vítězný gól v nejdelším zápase v historii AHL. Ten po 14 minutách a 56 sekundách devátého prodloužení dal jeho týmu, Hamilton Bulldogs, vítězství 2:1 ve druhém zápase finále Calder Cupu proti Houston Aeros.
V sezoně 2003-04 si zahrál Utkání mladých hvězd NHL a v únoru 2004 byl vyhlášen nováčkem měsíce. Nakonec vyhrál statistiky nováčků v počtu bodů, přesilovkových bodů, střel a gólů. Při stávce v sezoně 2004-05 pomáhal švédskému Leksands IF k návratu do Elitserien. Ve dvou sezonách po stávce pokaždé pokořil hranici 30 gólů.
7. dubna 2007 vstřelil ve druhé třetině zápasu proti Toronto Maple Leafs hattrick. Zápas byl nejspíš tím nejdůležitějším v celé sezoně, protože Canadiens, Maple Leafs a také New York Islanders bojovali o poslední volné míst v play-off a zápas rozhodoval o tom, kdo postoupí a kdo ne. Nakonec Canadiens prohráli a do play-off se dostali Islanders.
Canadiens vytěžili víc z Ryderova výkonu 19. února 2008 v historickém comebacku proti New York Rangers. Canadiens už prohrávali 5:0 a nakonec vyhráli 6:5. To se povedlo vůbec poprvé v 99leté historii týmu. Ryder vstřelil hattrick, ale jeho poslední gól se nakonec připsal obránci Marku Streitovi, který střelu tečoval kolenem.
30. června 2008 vypršela smlouva a Canadiens neměli zájem o novou, především kvůli jeho bodování, které měl v poslední sezoně nejhorší v celé kariéře. V play-off navíc odehrál pouze čtyři ze třinácti zápasů týmu.

### Boston Bruins
1. července 2008 tak podepsal tříletou smlouvu s Boston Bruins, kde dostává přibližně 4 miliony dolarů za sezonu. Důvod odchodu do Bostonu bylo asi dřívější působení (šestileté) pod koučem Bruins Claudem Julienem. Odehrál pod ním tři sezony v juniorských ligách, jednu v AHL a dvě za Canadiens.
9. října 2008, v prvním zápase sezony, proti Colorado Avalanche, vstřelil svůj první gól v dresu Bruins, který byl také stým gólem v jeho kariéře. V sezoně nastřílel 27 gólů, Bruins vyhráli Východní konferenci a postoupili do play-off. Tam se hned v prvním kole setkali s Canadiens, bývalým týmem Rydera. Série nakonec dopadla 4:0 pro Bruins a Ryder si připsal 4 góly. V dalším kole, proti Carolina Hurricanes, už vstřelil jen jediný gól a Bruins vypadli.
V sezoně 2010/11 nasbíral v základní části 41 kanadských bodů, dalších 17 přidal v playoff a pomohl tak Bostonu k zisku Stanley Cupu, pro Rydera prvního v kariéře.

### Dallas Stars a Montreal Canadiens
Po úspěšné sezoně se přesunul do celku Dallas Stars, kde v ročníku 2011/12 zaznamenal své gólové maximum - 35 branek za sezónu. Na playoff to ale jeho týmu nestačilo. V následující sezoně, která byla kvůli výluce zkrácena stihl za Dallas odehrát pouze 19 zápasů, jelikož byl vyměněn do Montrealu. Tam zaznamenal 21 bodů v základní části a další dva v playoff, na víc než čtvrtfinále to ale jeho týmu nestačilo.

### New Jersey Devis
Před ročníkem 2013/14 Ryder podepsal dvouletou smlouvu s týmem New Jersey Devils. Po sezóně 2014/15 jako volný hráč nenašel nové angažmá a ukončil kariéru.

## Klubové statistiky
| Sezona     | Klub                     | Soutěž     | Základní část | Základní část | Základní část | Základní část | Základní část | Play off | Play off | Play off | Play off | Play off |
| Sezona     | Klub                     | Soutěž     | Z             | G             | A             | B             | TM            | Z        | G        | A        | B        | TM       |
| ---------- | ------------------------ | ---------- | ------------- | ------------- | ------------- | ------------- | ------------- | -------- | -------- | -------- | -------- | -------- |
| 1997–98    | Hull Olympiques          | QMJHL      | 69            | 34            | 28            | 62            | 41            | 10       | 4        | 2        | 6        | 4        |
| 1998–99    | Hull Olympiques          | QMJHL      | 69            | 44            | 43            | 87            | 65            | 23       | 20       | 16       | 36       | 39       |
| 1999–00    | Hull Olympiques          | QMJHL      | 63            | 50            | 58            | 108           | 50            | 15       | 11       | 17       | 28       | 28       |
| 2000–01    | Tallahassee Tiger Sharks | ECHL       | 5             | 4             | 5             | 9             | 6             | —        | —        | —        | —        | —        |
| 2000–01    | Quebec Citadelles        | AHL        | 61            | 6             | 9             | 15            | 14            | —        | —        | —        | —        | —        |
| 2001–02    | Mississippi Sea Wolves   | ECHL       | 20            | 14            | 13            | 27            | 2             | —        | —        | —        | —        | —        |
| 2001–02    | Quebec Citadelles        | AHL        | 50            | 11            | 17            | 28            | 9             | 3        | 0        | 1        | 1        | 2        |
| 2002–03    | Hamilton Bulldogs        | AHL        | 69            | 34            | 33            | 67            | 43            | 23       | 6        | 11       | 17       | 8        |
| 2003–04    | Montreal Canadiens       | NHL        | 81            | 25            | 38            | 63            | 26            | 11       | 1        | 2        | 3        | 4        |
| 2004–05    | Leksands IF              | HA         | 42            | 34            | 27            | 61            | 32            | —        | —        | —        | —        | —        |
| 2005–06    | Montreal Canadiens       | NHL        | 81            | 30            | 25            | 55            | 40            | 6        | 2        | 3        | 5        | 0        |
| 2006–07    | Montreal Canadiens       | NHL        | 82            | 30            | 28            | 58            | 60            | —        | —        | —        | —        | —        |
| 2007–08    | Montreal Canadiens       | NHL        | 70            | 14            | 17            | 31            | 30            | 4        | 0        | 0        | 0        | 2        |
| 2008–09    | Boston Bruins            | NHL        | 74            | 27            | 26            | 53            | 26            | 11       | 5        | 8        | 13       | 8        |
| 2009–10    | Boston Bruins            | NHL        | 82            | 18            | 15            | 33            | 35            | 13       | 4        | 1        | 5        | 2        |
| 2010–11    | Boston Bruins            | NHL        | 79            | 18            | 23            | 41            | 26            | 25       | 8        | 9        | 17       | 8        |
| 2011–12    | Dallas Stars             | NHL        | 82            | 35            | 27            | 62            | 46            | —        | —        | —        | —        | —        |
| 2012–13    | Dallas Stars             | NHL        | 19            | 6             | 8             | 14            | 8             | —        | —        | —        | —        | —        |
| 2012–13    | Montreal Canadiens       | NHL        | 27            | 10            | 11            | 21            | 8             | 5        | 1        | 1        | 2        | 2        |
| 2013–14    | New Jersey Devils        | NHL        | 82            | 18            | 16            | 34            | 18            | —        | —        | —        | —        | —        |
| 2014–15    | New Jersey Devils        | NHL        | 47            | 6             | 13            | 19            | 30            | —        | —        | —        | —        | —        |
| NHL totals | NHL totals               | NHL totals | 806           | 237           | 247           | 484           | 353           | 75       | 21       | 24       | 45       | 26       |